# Ото Валах
Ото Валах (на немски: Otto Wallach) е германски химик, носител на Нобелова награда за химия за 1910 г. „за достиженията за развитието на органичната химия и химическата промишленост, както и за пионерския му труд в областта на алицикличните съединения“.

## Биография
Роден е на 27 март 1847 година в Кьонигсберг, Прусия. Баща му е евреин, но по-късно става лутеранец. Скоро след раждането му баща му е преместен на работа в Щетин, а през 1855 г. става директор на Главната сметна камера в Потсдам, където Ото посещава гимназия. След като през 1867 г. завършва гимназията записва да следва химия в Гьотингенския университет. През 1869 г. защитава докторска дисертация и за кратко работи като асистент на Август Вилхелм фон Хофман в Берлинския университет. През 1870 г. става асистент на известния немски химик Фридрих Август Кекуле в Бонския университет. Същата година, по време на Френско-пруската война, е призован в казармата.
След края на военната служба работи като химик в берлинска фирма. След това се връща се в Берлинския университет като асистент в лабораторията по органична химия, а по-късно става лектор. През 1876 г. е назначен за адюнкт професор, а през 1879 оглавява Катедрата по фармакология. Заеманата длъжност поставя учения пред необходимостта да се заеме с изучаването на етеричните масла.
От 1889 г. Валах оглавява катедра в Гьотингенския университет и става ръководител на университетския Химически институт. В Гьотинген той изучава оптическите свойства на терпените и в същото време се занимава с изследването на природни продукти като различните видове спирт, кетоните и политерпените.
След като напуска през 1915 г. Гьотингенския университет, Валах продължава двадесет години след това да прави химически изследвания, да публикува статии и да участва в научни конференции.
Валах не създава семейство. Умира на 26 февруари 1931 година в Гьотинген на 83-годишна възраст.

## Научна дейност
Валах започва да изучава терпените, наречени така, защото някои от тях се съдържат в терпентина. Известно е, че в процентно отношение съставът на всички терпени е еднакъв, те често имат еднаква атомна маса и една и съща точка на кипене. Въпреки това химическите реакции, в които участват, способността им да пречупват светлината и други свойства навеждат на мисълта, че тези вещества се отличават едно от друго.
По това време се смята, че терпените са стотици, което превишава значително реалното количество, способни да образуват десетте атома въглерод и шестнадесетте атома водород, от които се състоят според тогавашните представи терпените. Към 1887 г. Валах доказва, че в действителност съществуват само осем такива вещества. По-нататъшната работа му позволява да опише подробно реакциите на превръщане на един терпен в друг, а също и реакциите, при които се получават техни химически производни.
На основата на събрания от учения материал започва да се изяснява структурата на терпеновото семейство и механизмите на молекулярното преобразуване на терпените. Валах класифицира терпените като особен клас алициклични съединения (молекули с незатворена верига). Получените от него резултати не само събуждат интереса към тази област на химичната теория, но имат и голямо практическо значение за отраслите на химическата промишленост, които се занимават с производството на етерични масла и парфюми.

## Признание
През 1979 година в негова чест наричат кратер на Луната.

## За него
- Otto Wallach, Lebenserinnerungen. Potsdam, Berlin, Bonn, Göttingen (Hg: Günther Beer und Horst Remane), Verlag f. Wiss.- u. Regionalgesch. (Dezember 2000) ISBN 978-3-929134-34-6
- Leopold Ruzicka, Third Pedler lecture. The life and work of Otto Wallach. J. Chem. Soc. (1932), S. 1582 DOI:10.1039/JR9320001582.
- Carolyn Pratt Brock, W. Bernd Schweizer, Jack D. Dunitz, On the validity of Wallach's rule: on the density and stability of racemic crystals compared with their chiral counterparts. J. Am. Chem. Soc. 113 (1991), S. 9811 DOI:10.1021/ja00026a015.
- Walter Hückel, Otto Wallach. Chemische Berichte, 94, 8, S. 7 – 58